# BI-2524
Se denomina  BI-2524  a la carretera que une Miravalles con Artea por Ceberio y el alto de Sarasola. Comienza al sur de Miravalles, en la  BI-625 , desde donde se dirige al este, hacia Ceberio, atravesando las localidades de Arbildu, Santa Cruz, Arculanda, Aquiñao, Areilza, Zubialde (capital municipal) y Ermitabarri. Al descender del alto de Sarasola alcanza el barrio de Elejabeitia, donde enlaza con la carretera  BI-3513 , que va a Orozco. Finalmente, desemboca en el centro de Artea.